# Zarcinia
Zarcinia é um gênero de mariposa pertencente à família Acrolepiidae.